# Urgel (metropolitana di Madrid)
Urgel è una stazione della linea 5 della metropolitana di Madrid.
Si trova sotto alla calle del General Ricardos, all'incrocio con il Camino Viejo de Leganés, nel distretto di Carabanchel.

## Storia
La stazione fu inaugurata il 6 giugno 1968 con il primo tratto della linea che collegava la stazione di Callao con quella di Carabanchel.
La stazione fu ristrutturata alla fine degli anni novanta per impermeabilizzare le volte e tra il 2003 e il 2004 furono eseguiti ulteriori lavori.

## Accessi
Vestibolo Toboso
- Toboso: Calle del General Ricardos 98 (vicino a Calle del Toboso)
- San Patricio: Calle del General Ricardos 85

Vestibolo Leganés aperto dalle 6:00 alle 21:40
- Camino Viejo de Leganés: Calle del Camino Viejo de Leganés 1 (angolo con Calle del General Ricardos)
- Peñafiel: Calle del General Ricardos 80 (angolo con Calle de Peñafiel)